# Kamikoani
Kamikoani (上小阿仁村, Kamikoani-mura) est un village japonais situé dans le district de Kitaakita (préfecture d'Akita).

## Climat
Kamikoani a un climat continental humide, avec de grandes différences de températures saisonnières, des étés chauds à très chauds (et souvent humides) et des hivers froids (parfois très froids). Les précipitations sont importantes tout au long de l'année, mais elles sont les plus fortes d'août à octobre. La température annuelle moyenne à Kamikoani est de 9,8 °C. Les précipitations annuelles moyennes sont de 1 626 mm, le mois le plus humide étant septembre. Les températures sont en moyenne les plus élevées en août, avec environ 23,3 °C, et les plus basses en janvier, avec environ -3,2 °C.

## Démographie
D'après les données du recensement japonais, la population de Kamikoani atteint son maximum vers 1960 et ne cesse de décliner depuis. Le recensement de 2020 fait état de 2 063 habitants.